# مرکز هوایی روآف نودم
مرکز هوایی روآف نودم (به انگلیسی: RoAF 90th Airlift Base) یک فرودگاه نظامی و همگانی با کد یاتا OTP است که یک باند فرود آسفالت دارد و طول باند آن ۳۵۰۰ متر است. این فرودگاه در شهر اوتوپه کشور رومانی قرار دارد و در ارتفاع ۹۶ متری از سطح دریا واقع شده است.